# ATSF řada 1158

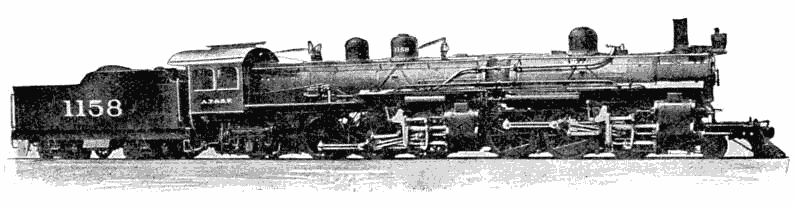
Lokomotiva 1158 s kotlem spojeným kloubem

V roce 1910 dodala lokomotivka Baldwin americké železniční společnosti Atchison, Topeka and Santa Fe Railway (ATSF) dvě nezvykle vypadající lokomotivy Malletova uspořádání. Lokomotivy měly dvoudílný kotel, jehož obě části byly spojeny s příslušnou částí pojezdu. Obě části kotle pak byly spojeny pohyblivě prostřednictvím kulových přírub (1158) nebo vlnovce (1159).
S řešením děleného kotle přišel Samuel Vauclain z lokomotivky Baldwin, který se opíral o zjištění, že spaliny již ve vzdálenosti 22 stop od topeniště nepředávají žádné další teplo vodě. Válcový kotel proto ukončil v této délce a dále pokračoval válcový plášť, který v sobě ukrýval přehřívač Buck-Jacobs, který se podobal žárotrubnému kotli malé délky, vyhřívaný přestupník a předehřívač vody, obojí podobné konstrukce, jako přehřívač. Kotel tohoto typu se vyskytoval v pevném provedení i v kloubovém provedení.
U lokomotiv s kloubovým kotlem uváděl výrobce několik výhod oproti lokomotivám Mallet s pevným kotlem:
- větší stabilitu při průjezdu obloukem, jelikož přední část kotle nevybočuje vně oblouku
- pouze jediné kloubové vedení páry – mezi vysokotlakým parním strojem a přestupníkem
- odpadá kluzné uložení kotle na předním podvozku
- nižší namáhání koleje při průjezdu obloukem

Kotle lokomotiv 1158 a 1159 byly téměř shodné, lišily se především poddajným spojem. Zatímco u lokomotivy 1158 byly použity na obou částech kotle kulové příruby a mezi nimi teleskopický spojovací článek, u stroje 1159 byly obě části kotle spojeny vlnovcem složeným z 50 ocelových prstenců. Přestože byl vlnovec chráněn proti přímému účinku spalin válcovým nástavcem na zadní části kotle (viz obrázek), docházelo i tak k usazování sazí a popela v záhybech a k poškozování vlnovce. Na obrázku spojení pomocí teleskopického spojovacího článku s kulovými přírubami je vidět umístění přehřívače v zadní části kotle a přestupníku (viz též Regenerátor páry) v přední části.
Další zvláštností lokomotiv byl skříňový kotel Jacobs-Shupert – konstrukce techniků Santa Fe. Zatímco klasický skříňový kotel tvoří dvě stěny držené v odstupu rozpěrkami, zde byl tvořen jednotlivými plechovými kanály (žebry) s otvory umožňujícími cirkulaci vody a páry.
Lokomotivy byly vyřazeny v roce 1927, resp. 1929.

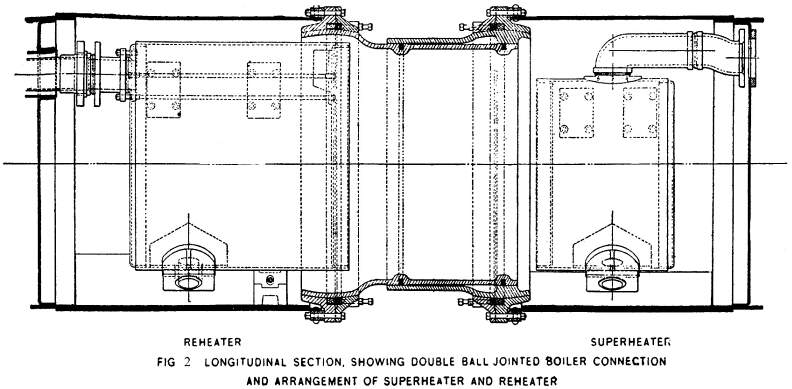
Kloubové dilatační a otočné propojení děleného kotle.
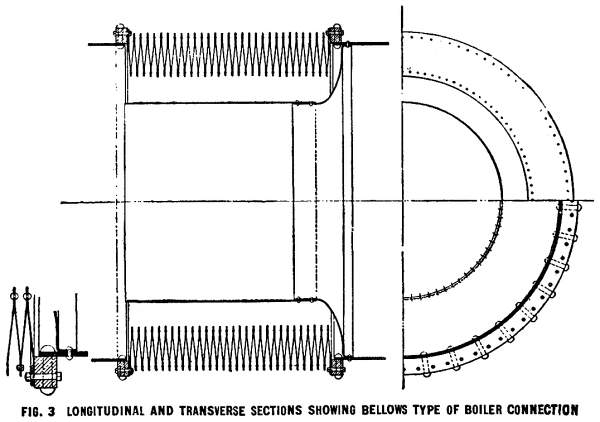
Vlnovcové dilatační a otočné propojení děleného kotle.